# John Kerr (governatore)
Sir John Robert Kerr (Sydney, 24 settembre 1914 – Sydney, 24 marzo 1991) è stato un avvocato e politico australiano, governatore generale dell'Australia dal 1974 al 1977 e noto principalmente per il suo ruolo nella Crisi costituzionale australiana del 1975, in cui fece dimettere il governo di Gough Whitlam, ampliando il suo ruolo puramente formale e provocando probabilmente la più grave crisi politica e sociale dell'Australia indipendente.